# Nemotice
Nemotice (in tedesco Nemotitz) è un comune della Repubblica Ceca facente parte del distretto di Vyškov, in Moravia Meridionale.